# تیبرکانین
تیبرکانین (به عربی: تیبرکانین) یک شهرداری در الجزایر است که در استان عین الدفلی واقع شده‌است.